# Campionati mondiali di sollevamento pesi 2017 - 56 kg maschile
Le gare di sollevamento pesi della categoria fino a 56 kg maschile — pesi gallo — dei campionati mondiali del 2017 si sono svolte il 29 novembre 2017 ad Anaheim presso l'Anaheim Convention Center Arena.
Il thailandese Witoon Mingmoon, inizialmente classificatosi al 3º posto – e quindi vincitore della medaglia di bronzo – nel dicembre del 2018 venne riscontrato positivo a sostanze proibite durante i Giochi del Sud-Est asiatici svoltisi nell'agosto del 2017 e squalificato per quattro anni, dal luglio del 2018 al luglio del 2022. La medaglia di bronzo fu riassegnata al colombiano Carlos Berna.

## Programma
L'orario indicato corrisponde a quello californiano (UTC–08:00)
| Data             | Orario | Evento   |
| ---------------- | ------ | -------- |
| 29 novembre 2017 | 13:55  | Gruppo A |

## Medagliati
Per ciascun esercizio, i primi tre classificati sono i seguenti:
| Esercizio | Oro            | Oro    | Argento           | Argento | Bronzo       | Bronzo |
| --------- | -------------- | ------ | ----------------- | ------- | ------------ | ------ |
| Strappo   | Thạch Kim Tuấn | 126 kg | Trần Lê Quốc Toàn | 119 kg  | Josué Brachi | 118 kg |
| Slancio   | Thạch Kim Tuấn | 153 kg | Trần Lê Quốc Toàn | 151 kg  | Carlos Berna | 149 kg |
| Totale    | Thạch Kim Tuấn | 279 kg | Trần Lê Quốc Toàn | 270 kg  | Carlos Berna | 266 kg |

## Record
Prima di questa competizione, i record mondiali esistenti erano i seguenti:
| Record mondiale | Strappo | Wu Jingbiao   | 139 kg | Houston, Stati Uniti    | 21 novembre 2015 |
| Record mondiale | Slancio | Om Yun-chol   | 171 kg | Houston, Stati Uniti    | 21 novembre 2015 |
| Record mondiale | Totale  | Long Qingquan | 307 kg | Rio de Janeiro, Brasile | 7 agosto 2016    |

## Risultati
| Pos. | Atleta                   | Gr. | Peso atleta | Strappo (kg) | Strappo (kg) | Strappo (kg) | Strappo (kg) | Slancio (kg) | Slancio (kg) | Slancio (kg) | Slancio (kg) | Totale   |
| Pos. | Atleta                   | Gr. | Peso atleta | 1            | 2            | 3            | Pos.         | 1            | 2            | 3            | Pos.         | Totale   |
| ---- | ------------------------ | --- | ----------- | ------------ | ------------ | ------------ | ------------ | ------------ | ------------ | ------------ | ------------ | -------- |
|      | Thạch Kim Tuấn (VIE)     | A   | 55.88       | 123          | 126          | 129          |              | 150          | 153          | 158          |              | 279      |
|      | Trần Lê Quốc Toàn (VIE)  | A   | 55.68       | 119          | 119          | 122          |              | 151          | 154          | 154          |              | 270      |
|      | Carlos Berna (COL)       | A   | 55.92       | 113          | 116          | 117          | 4            | 144          | 144          | 149          |              | 266      |
| 4    | Josué Brachi (ESP)       | A   | 55.84       | 116          | 118          | 120          |              | 135          | 138          | 140          | 4            | 258      |
| 5    | Seraj Al-Saleem (KSA)    | A   | 55.93       | 108          | 112          | 112          | 5            | 138          | 143          | 143          | 5            | 250      |
| 6    | Marcos Rojas (PER)       | A   | 55.66       | 100          | 103          | 105          | 8            | 131          | 135          | 137          | 6            | 240      |
| 7    | Manueli Tulo (FIJ)       | A   | 55.77       | 103          | 107          | 107          | 9            | 130          | 135          | 138          | 7            | 238      |
| 8    | Brian Reisenauer (USA)   | A   | 55.95       | 105          | 105          | 105          | 7            | 127          | 132          | 132          | 8            | 232      |
| —    | Azroy Hazalwafie (MAS)   | A   | 55.84       | 111          | 111          | 114          | 6            | 132          | 132          | 132          | —            | —        |
| —    | Habib de las Salas (COL) | A   | 55.38       | 110          | 110          | 110          | —            | 143          | —            | —            | —            | —        |
| —    | Mirco Scarantino (ITA)   | A   | 55.95       | 114          | 114          | 114          | —            | —            | —            | —            | —            | —        |
| DSQ  | Witoon Mingmoon (THA)    | A   | 55.82       | 115          | 118          | 119          | —            | 147          | 152          | 155          | —            | —        |
| —    | Rasaq Tanimowo (NGR)     | A   | ritirato    | ritirato     | ritirato     | ritirato     | ritirato     | ritirato     | ritirato     | ritirato     | ritirato     | ritirato |